# Slovaque
Vous lisez un « bon article » labellisé en 2016.
Cet article concerne la langue slovaque. Pour le peuple slovaque, voir Slovaques.
Ne pas confondre avec le slovène, le slavon ou le slovince.
Le slovaque (slovenčina, slovenský jazyk ) est une langue appartenant au groupe slave occidental de la famille des langues indo-européennes parlée essentiellement en Slovaquie, dont il est la langue officielle. Des minorités slovaques existent en Tchéquie, en Voïvodine, en Hongrie, en Ukraine (région de Ruthénie subcarpathique, tchécoslovaque de 1918 à 1938), en Autriche, en Pologne, en Roumanie et des communautés immigrées gardent l’usage de leur langue, notamment au Canada, aux États-Unis et en Australie.
Comme la plupart des langues slaves, le slovaque est une langue à déclinaisons (six cas), il a trois genres (masculin, féminin et neutre), ses verbes ont un aspect perfectif ou imperfectif, et son vocabulaire est caractérisé par un riche système de préfixes et de suffixes de dérivation ainsi que des diminutifs. Du point de vue de la prononciation, les mots slovaques sont toujours accentués sur la première syllabe et il existe des voyelles longues et courtes ; une des particularités du slovaque est que r et l peuvent jouer le rôle de voyelles, donnant lieu à des mots apparemment sans voyelles tels que prst (« doigt »).
Il est particulièrement proche du tchèque et la plupart des adultes slovaques et tchèques sont capables de se comprendre sans difficulté, ayant été en contact permanent avec les deux langues par l’intermédiaire de la radio et de la télévision nationales, jusqu’à la partition de la Tchécoslovaquie en 1993. Ceux n’ayant pas eu cette occasion, en particulier les plus jeunes, peuvent éprouver des difficultés de compréhension, lors de l’emploi de certains mots très différents, ou d’une expression orale trop rapide. Cependant, l’emploi du slovaque dans la communication officielle devant les autorités tchèques est toujours autorisé. Les livres et films tchèques sont encore largement consommés en Slovaquie.
Une intercompréhension plus limitée est aussi possible avec le polonais. Plus généralement, l’intercompréhension est plus ou moins facile avec toutes les langues slaves occidentales et méridionales (slovène, serbe, croate, etc.). Le slovaque utilise un alphabet latin de 46 graphèmes proche de celui du tchèque, comportant des digrammes et de nombreux signes diacritiques. Le slovaque littéraire moderne n’a été codifié qu’au XIXe siècle, en grande partie par Ľudovít Štúr.

## Usage

### Répartition géographique

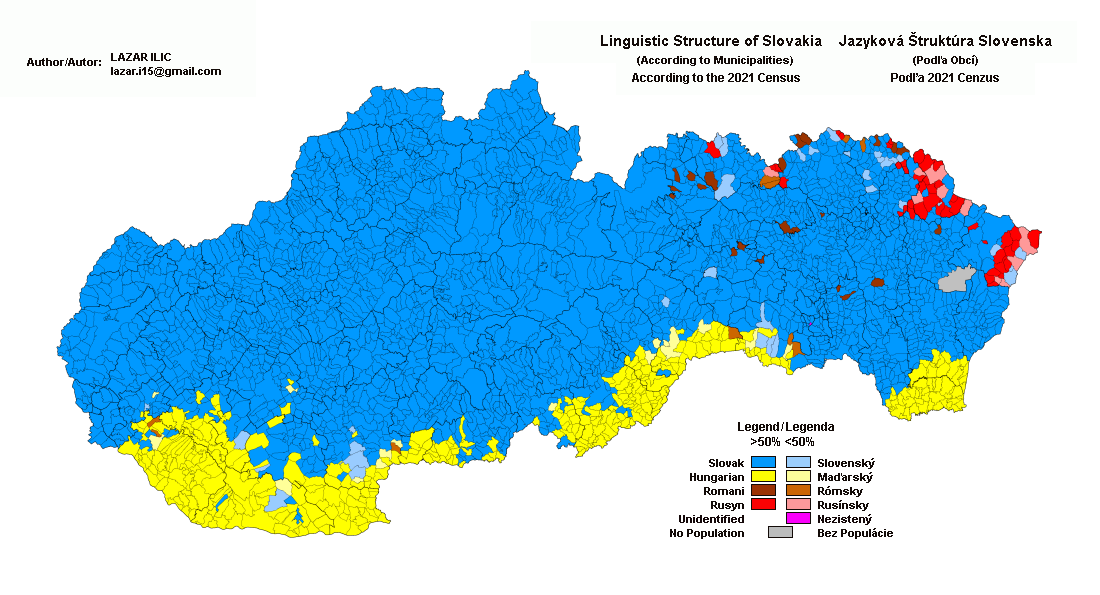
Les municipalités de Slovaquie selon la langue la plus utilisée (le slovaque est en bleu) d’après le recensement de 2021.

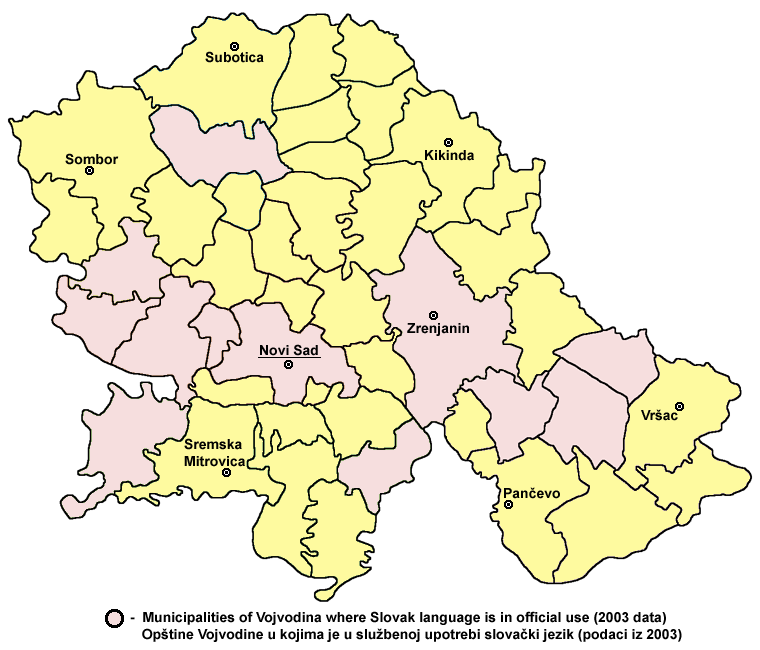
Municipalités de Voïvodine où le slovaque a un statut officiel.

Le slovaque est la langue officielle de la Slovaquie et l’une des vingt-quatre langues officielles de l’Union européenne. Il est parlé dans l’ensemble du territoire de la Slovaquie, bien que certaines régions du sud du pays conservent le hongrois comme langue majoritaire, malgré la politique de slovaquisation menée depuis le XXe siècle. Le romani et le rusyn sont quant à eux majoritaires dans certaines municipalités de l’est du pays. Au recensement de 2021, 4 456 102 habitants de la Slovaquie (soit 81,77 % de la population totale) ont indiqué le slovaque comme langue maternelle (5,73 % n’ont pas répondu à la question).
On trouve des minorités slovacophones dans les pays voisins :
- 225 246 en Tchéquie (2021)[4] ;
- 38 584 de langue maternelle slovaque en Serbie (2022), dont 37 053 en Voïvodine, où le slovaque a un statut officiel dans plusieurs municipalités, notamment à Bački Petrovac où le slovaque est parlé par 7 136 personnes (62 % de la population)[5] ;
- 44 147 dont 14 605 comme langue maternelle en Hongrie (2011)[6] ;
- 9 241 en Roumanie (2021), dont 2 406 dans la ville de Nădlac[7] ;
- 10 234 en Autriche (2001)[8] ;
- 2 633 Slovaques sur les 6 397 recensés en Ukraine parlent le slovaque[9].

Parmi les communautés émigrées, 32 227 personnes parlent slovaque aux États-Unis (2006-2008), 17 580 au Canada (2011) et 4 990 en Australie (2011).
Le slovaque répandu au-delà des frontières de la Slovaquie est à la fois littéraire et dialectal. Des dialectes slovaques se retrouvent dans certaines parties de Hongrie, de Roumanie, de Serbie, d’Ukraine et d’autres pays ; ils y sont souvent différents. Par exemple, dans l’oblast de Transcarpatie en Ukraine, les dialectes y sont mélangés avec d’autres langues. L’usage des sous-dialectes du dialecte oriental, et leur influence sur la littérature slovaque, y compris imprimée, ont été remarqués parmi les Slovaques des États-Unis entre les XIXe et XXe siècles.

### Relation avec le tchèque
Le tchèque et le slovaque sont, dans l’ensemble, mutuellement compréhensibles : il n’est pas rare qu’un Tchèque et un Slovaque aient une conversation dans laquelle chacun parle dans sa langue. Cependant, depuis la dissolution de la Tchécoslovaquie, les Tchèques et Slovaques sont moins souvent exposés à la langue de leurs voisins, et la compréhension de l’autre langue peut être plus difficile chez les plus jeunes. Les médias tchèques (films, livres, etc.) restent malgré tout largement consommés en Slovaquie et les films tchèques ne sont pas doublés ni sous-titrés, sauf ceux destinés aux enfants. On trouve encore des émissions de télévision bilingues telles que Česko Slovenská SuperStar, version tchèque et slovaque de la Nouvelle Star. Les Tchèques éprouvent plus de difficultés à comprendre le slovaque que l’inverse, en partie parce qu’ils sont moins souvent exposés au slovaque que les Slovaques au tchèque.
Le tchèque et le slovaque diffèrent par leur grammaire et leur prononciation. Leur orthographe est similaire, bien que certaines lettres n’existent qu’en slovaque (ä, dz, dž, ĺ, ľ, ô, ŕ) ou en tchèque (ě, ř, ů). Il existe également des différences dans le vocabulaire :
- certains mots courants sont très différents : hovoriť / mluvit (« parler »), mačka / kočka (« chat »), dovidenia / nashledanou (« au revoir »), etc. ;
- il y a quelques faux-amis : horký (« amer » en slovaque, « chaud » en tchèque), kúriť / kouřit (« chauffer » en slovaque, « fumer » en tchèque) ;
- les noms des mois sont d’origine latine en slovaque (január, február, marec, etc.), mais d’origine slave en tchèque (leden, únor, březen, etc.).

## Écriture

Disposition de clavier slovaque.

Comme les autres langues slaves occidentales, le slovaque s’écrit avec une variante de l’alphabet latin enrichie par des diacritiques et des digrammes. L’alphabet slovaque comporte en tout 46 graphèmes.
| Graphème | Graphème | API      | Transcription française approximative                            |
| -------- | -------- | -------- | ---------------------------------------------------------------- |
| A        | a        | [a]      | a                                                                |
| Á        | á        | [aː]     | a long                                                           |
| Ä        | ä        | [æ], [ɛ] | a de cat en anglais, è                                           |
| B        | b        | [b]      | b                                                                |
| C        | c        | [t͡s]     | ts                                                               |
| Č        | č        | [t͡ʃ]     | tch                                                              |
| D        | d        | [d]      | d                                                                |
| Ď        | ď        | [ɟ]      | dieu (gy hongrois ou ghj corse)                                  |
| Dz       | dz       | [d͡z]     | dz                                                               |
| Dž       | dž       | [d͡ʒ]     | dj                                                               |
| E        | e        | [ɛ]      | è                                                                |
| É        | é        | [ɛː]     | è long                                                           |
| F        | f        | [f]      | f                                                                |
| G        | g        | [g]      | g                                                                |
| H        | h        | [ɦ]      | h aspiré                                                         |
| Ch       | ch       | [x]      | son de la jota espagnole ou de ch allemand dans le mot Buch)     |
| I        | i        | [i]      | i                                                                |
| Í        | í        | [iː]     | i long                                                           |
| J        | j        | [j]      | y de yoyo                                                        |
| K        | k        | [k]      | k                                                                |
| L        | l        | [l], [l̩] | l                                                                |
| Ĺ        | ĺ        | [l̩ː]     | l long                                                           |
| Ľ        | ľ        | [ʎ]      | ll espagnol (aussi équivalent au lh portugais ou au gli italien) |
| M        | m        | [m]      | m                                                                |
| N        | n        | [n]      | n                                                                |
| Ň        | ň        | [ɲ]      | agneau                                                           |
| O        | o        | [ɔ]      | o                                                                |
| Ó        | ó        | [ɔː]     | o long                                                           |
| Ô        | ô        | [u̯o]     | ou-o enchaînés rapidement                                        |
| P        | p        | [p]      | p                                                                |
| Q        | q        | [kv]     | kv, k                                                            |
| R        | r        | [r], [r̩] | r roulé                                                          |
| Ŕ        | ŕ        | [r̩ː]     | r roulé long                                                     |
| S        | s        | [s]      | s                                                                |
| Š        | š        | [ʃ]      | ch                                                               |
| T        | t        | [t]      | t                                                                |
| Ť        | ť        | [c]      | tieu (ty hongrois ou chj corse)                                  |
| U        | u        | [u]      | ou                                                               |
| Ú        | ú        | [uː]     | ou long                                                          |
| V        | v        | [v]      | v                                                                |
| W        | w        | [v]      | v                                                                |
| X        | x        | [ks]     | ks                                                               |
| Y        | y        | [i]      | i                                                                |
| Ý        | ý        | [iː]     | i long                                                           |
| Z        | z        | [z]      | z                                                                |
| Ž        | ž        | [ʒ]      | j                                                                |

L’alphabet utilise quatre diacritiques :
- le caron (mäkčeň) : sur les lettres č, dž, š et ž, il indique une affriquée ou une fricative post-alvéolaire ; sur ň, ď, ľ et ť, il indique la palatalisation. Dans les trois derniers cas, il ressemble à une apostrophe, mais ce n’est qu’une convention typographique : sur les majuscules (sauf Ľ) et dans l’écriture manuscrite, il a la même forme que sur les autres lettres ;
- l’accent aigu (dĺžeň) sert à allonger les voyelles : á, é, í, ó, ú, ý, mais aussi ĺ et ŕ, étant donné que l et r peuvent jouer le rôle de voyelles ;
- l’accent circonflexe (vokáň) apparaît sur ô et indique la diphtongue uo (les autres diphtongues sont écrites avec deux lettres : ia, ie, iu) ;
- le tréma (dve bodky), sur la lettre ä, indique le phonème /æ/, bien que cette lettre soit souvent prononcée de la même manière que e.

Les lettres q, w et x ne sont utilisées que dans des mots étrangers.
Les consonnes sont divisées en trois groupes : dures (g, h, ch, k, d, t, n), molles (c, dz, j et toutes celles avec un caron) et neutres (b, f, l, m, p, r, s, v, z). Cette classification est utile pour connaître le type de déclinaison des noms et des adjectifs. L’écriture de i ou de y (dont la prononciation est identique) dépend de la consonne précédente : après une consonne dure, on écrit y ou ý (sauf dans quelques terminaisons adjectivales) et i ou í après une consonne molle. Dans le cas des consonnes neutres, les deux peuvent être possibles : biť (« battre ») et byť (« être ») se prononcent de la même manière. Les enfants slovaques doivent apprendre par cœur la liste des mots où l’on écrit y.
Les lettres d, l, n et t sont généralement palatalisées (prononcées molles) quand elles sont suivies de e, i ou í : pour cette raison, on écrit ne au lieu de ňe, li au lieu de ľi, tí au lieu de ťí, etc. Il y a cependant des exceptions : les mots étrangers (par exemple, le t et le l de telefón sont durs), la déclinaison des adjectifs (le n de peknej — « joli » au génitif féminin singulier — est dur) et certains mots courants tels que jeden (« un ») ou ten (« ce, ceci »). De plus, la prononciation molle de l dans cette position est rarement respectée de nos jours.

## Prononciation

### Voyelles

Les voyelles du slovaque.

Le slovaque a cinq ou six voyelles courtes et cinq longues.
|          | Antérieures    | Centrale       | Postérieures   |
| -------- | -------------- | -------------- | -------------- |
| Fermées  | /i/ i • /iː/ í |                | /u/ u • /uː/ ú |
| Moyennes | /ɛ/ e • /ɛː/ é |                | /ɔ/ o • /ɔː/ ó |
| Ouvertes | (/æ/ ä)        | /a/ a • /aː/ á |                |

La voyelle ä ne se trouve qu’après les consonnes labiales (b, p, m, v). De nos jours, la prononciation [æ] est rare ; on prononce le plus souvent [ɛ], soit exactement comme e,.

#### Diphtongues

Les diphtongues du slovaque.

Le slovaque a quatre diphtongues : ia, ie, iu et uo (orthographiée ô).
Dans beaucoup de mots étrangers, par exemple organizácia, les lettres ia n’indiquent pas une diphtongue, mais deux voyelles séparées. Les combinaisons « i + voyelle » dans ces mots se prononcent avec un j entre les deux voyelles : ce mot est prononcé organizácija. Les diphtongues ia, ie et iu ne peuvent être placées qu'après des consonnes molles.

#### Longueur des voyelles
La longueur des voyelles est importante en slovaque : elle permet de distinguer des paires minimales telles que vina (« faute ») et vína (« vins »), mala (« elle avait ») et malá (« petite »), sud (« tonneau ») et súd (« tribunal »).
Certains suffixes et certains cas provoquent l’allongement de la voyelle précédente ; dans ce cas, les diphtongues ia, ie et ô peuvent être considérées comme les équivalents longs de ä, e et o : le génitif pluriel de dolina (« vallée ») est dolín, mais celui de hora (« montagne ») est hôr.
Ó ne se trouve que dans les mots étrangers et les interjections, é dans les mots étrangers, les terminaisons des adjectifs et quelques rares mots d’origine slovaque (dcéra « fille » et ses dérivés).
Une règle de prononciation appelée loi rythmique fait que, sauf cas particulier, deux syllabes qui se suivent ne peuvent pas avoir toutes les deux une voyelle longue (une diphtongue compte comme une voyelle longue). Cela conduit à des modifications d’un grand nombre de désinences des verbes, des noms et des adjectifs : par exemple, la forme du présent de la première personne du singulier de la plupart des verbes en -ať est normalement -ám (hľadať : « chercher », hľadám : « je cherche »), mais devient -am si le radical du verbe se termine par une syllabe longue (váhať : « hésiter », váham : « j’hésite »). Il y a cependant des exceptions à cette règle, notamment, :
- les noms neutres en -ie : lístie (« feuillage ») ;
- le génitif pluriel en -í de certains noms féminins : piesní (« des chansons ») ;
- la terminaison -ia de la troisième personne du pluriel de certains verbes : riešia (« ils résolvent ») ;
- les adjectifs dérivés de noms d’animaux : vtáčí (« d’oiseau ») ;
- le suffixe -krát (« fois ») : prvýkrát (« pour la première fois »).

#### Consonnes syllabiques
Les consonnes R et L peuvent jouer le rôle de voyelles dans des mots comme vlk (« loup ») ou zmrzlina (« crème glacée »), voire le virelangue Strč prst skrz krk. On parle alors de consonnes syllabiques. Comme les autres voyelles, ces sons peuvent être allongés : vŕba (« saule »), kĺb (« articulation »).

### Consonnes
Le slovaque a 27 consonnes.
|            |           | Labiales | Alvéolaire | Post-alvéolaires | Palatales | Vélaires | Glottale |
| ---------- | --------- | -------- | ---------- | ---------------- | --------- | -------- | -------- |
| Nasales    | Nasales   | /m/ m    | /n/ n      |                  | /ɲ/ ň     |          |          |
| Occlusives | Sourdes   | /p/ p    | /t/ t      |                  | /c/ ť     | /k/ k    |          |
| Occlusives | Sonores   | /b/ b    | /d/ d      |                  | /ɟ/ ď     | /ɡ/ g    |          |
| Affriquées | Sourdes   |          | /t͡s/ c     | /t͡ʃ/ č           |           |          |          |
| Affriquées | Sonores   |          | /d͡z/ dz    | /d͡ʒ/ dž          |           |          |          |
| Fricative  | Sourdes   | /f/ f    | /s/ s      | /ʃ/ š            |           | /x/ ch   |          |
| Fricative  | Sonores   | /v/ v    | /z/ z      | /ʒ/ ž            |           |          | /ɦ/ h    |
| Spirante   | Spirante  |          |            |                  | /j/ j     |          |          |
| Latérales  | Latérales |          | /l/ l      |                  | /ʎ/ ľ     |          |          |
| Roulée     | Roulée    |          | /r/ r      |                  |           |          |          |

La consonne v se prononce [u̯] en fin de syllabe (sauf avant n ou ň) : slovo (« mot ») se prononce [ˈslɔvɔ], mais son génitif pluriel slov est prononcé [ˈslɔu̯] et rime avec zlou (« mauvaise » à l’instrumental).

#### Assimilation
La plupart des consonnes slovaques forment des paires de consonnes sourdes et sonores,. Cette classification est indépendante de la classification en consonnes dures et molles.
| Consonnes sonores | b | d | ď | dz | dž | g | h  | v | z | ž |
| Consonnes sourdes | p | t | ť | c  | č  | k | ch | f | s | š |

Les consonnes j, l, ľ, m, n, ň et r sont phonétiquement sonores mais n’ont pas d’équivalent sourd et n’interviennent pas dans l’assimilation à l’intérieur des mots.
Comme dans d’autres langues slaves, les consonnes subissent un dévoisement final : quand une consonne sonore est à la fin d’un mot, elle se prononce comme la consonne sourde correspondante. Par exemple, prút (« baguette ») et prúd (« courant ») ont la même prononciation : [pruːt]. La différence entre ces deux mots apparaît aux autres cas : au pluriel, prúty et prúdy sont prononcés différemment.
Les consonnes s’assimilent aussi à l’intérieur des mots : dans un groupe de consonnes, le voisement dépend de la dernière :
- vták (« oiseau »), ťažký (« lourd ») et obchod (« magasin ») se prononcent respectivement fták, ťašký et opchot ;
- kde (« où ») et kresba (« dessin ») se prononcent respectivement gďe et krezba.

Cette assimilation n’a pas lieu quand la dernière consonne du groupe est v : tvoj (« ton ») se prononce comme il s’écrit.
Ces règles s’appliquent aussi entre les mots qui sont prononcés ensemble, notamment entre les prépositions et les mots qui suivent : bez teba (« sans toi ») se prononce besťeba. La consonne finale est dévoisée même lorsque le mot suivant commence par une voyelle ou une consonne sonore sans équivalent sourd (m, l, etc.) : ak môžeš (« si tu peux ») est prononcé ag môžeš.
Il existe d’autres règles d’assimilation qui concernent le point d’articulation des consonnes :
- n se prononce [ŋ] devant k ou g, comme dans banka (« banque ») : [ˈbaŋka][38] ;
- n devient [m] devant b ou p : hanba [ˈɦamba] (« honte ») ;
- les groupes ťt, tť, dď, ňn, lľ, etc. se simplifient : odtiaľ (« de là ») et vinník (« coupable ») se prononcent respectivement oťťiaľ et viňňík.

#### Alternance des consonnes
De nombreux suffixes de dérivation, et parfois de déclinaison et de conjugaison, provoquent un changement des consonnes précédentes. Les changements les plus fréquents sont les suivants, :
- k → č, h → ž, g → ž, ch → š (première palatalisation) : plakať (« pleurer ») → plačem (« je pleure »), suchý (« sec ») → sušiť (« sécher »), kniha (« livre ») → knižka (« petit livre ») ;
- k → c, ch → s (seconde palatalisation) : Slovák (« Slovaque ») → Slováci (« Slovaques »), Čech (« Tchèque ») → Česi (« Tchèques ») ;
- s → š, z → ž, c → č, dz → dž : obec (« commune ») → občan (« citoyen »), nízky (« bas ») → nižší (« plus bas »), česať (« peigner ») → češem (« je peigne ») ;
- ť → c, ď → dz : vrátiť (« rendre », perfectif) → vracať (« rendre », imperfectif) ;
- ť → t, ď → d, ň → n : šesť (« six ») → šestka (« numéro six »), kuchyňa (« cuisine ») → kuchynský (« de cuisine »).

### Prosodie
L’accent tonique est sur la première syllabe des mots. Lorsqu’un mot est précédé d’une préposition, c’est la préposition qui est accentuée. Les clitiques (cf. Syntaxe) ne sont jamais accentués.
Les mots de plus de trois syllabes peuvent présenter une accentuation secondaire plus faible sur la troisième ou quatrième syllabe : c'est le cas, par exemple, des mots ˈobýˌvateľ (habitant) et ˈdemokraˌtický (démocratique).
L’intonation prosodique des phrases, le tempo du discours et les pauses jouent un rôle important dans la langue slovaque. Une intonation descendante est caractéristique des phrases affirmatives ou interrogatives débutant par un pronom interrogatif ; l’intonation montante se retrouve dans les phrases interrogatives sans pronom interrogatif.

## Grammaire
Comme la plupart des autres langues slaves, le slovaque est une langue flexionnelle avec des déclinaisons abondantes et des conjugaisons. Les substantifs sont répartis en trois genres (masculin — avec dans certains cas une distinction entre masculin animé et inanimé —, féminin, neutre) et les adjectifs s’accordent en genre et en nombre.

### Cas
On trouve en slovaque six cas :
- le nominatif (nominatív) est la forme de base donnée par les dictionnaires, il indique le sujet ;
- le génitif (genitív) indique la possession ;
- le datif (datív) indique le complément d’objet indirect ;
- l’accusatif (akuzatív) marque le complément d’objet direct ;
- le locatif (lokál) n’est utilisé qu’après certaines prépositions ;
- l’instrumental (inštrumentál) exprime un complément circonstanciel de moyen ; il est aussi utilisé dans certains cas pour indiquer l’attribut du sujet.

De plus, tous les cas (sauf le nominatif) peuvent suivre une préposition : par exemple, s (« avec ») exige l’emploi de l’instrumental et podľa (« selon ») doit être suivi du génitif.
Le vocatif (vokatív), archaïque en slovaque moderne, est maintenant remplacé par le nominatif ; on retrouve sa forme dans quelques mots seulement, comme boh — bože (« dieu »), človek — človeče (« personne »), chlap — chlape (« gars »), kmotor — kmotre (« compère »), syn — synu / synku (« fils ») et quelques autres.
Les noms (y compris les noms propres), les adjectifs, les pronoms et les numéraux se déclinent.

### Noms
Les noms slovaques appartiennent obligatoirement à l’un des trois genres : masculin, féminin ou neutre. Le plus souvent, il est possible de deviner le genre d’un nom grâce à sa terminaison :
- les noms masculins se terminent, pour la très grande majorité, par une consonne. Certains noms animés dont le sens est masculin se terminent par -a (hrdina « héros », turista, etc.) ou par -o (ce sont des termes familiaux comme dedo « grand-père » ou des diminutifs de prénoms comme Mišo, dérivé de Michal) ;
- la plupart des noms féminins se terminent par -a. Certains se terminent par une consonne molle (souvent -ť) ou, rarement, par une autre consonne (zem, « terre ») ;
- les noms neutres se terminent par -o, -e, -ie ou -a/ä. Les noms neutres en -a sont plutôt rares et désignent presque tous des petits d’animaux (y compris dievča « fille » et dieťa « enfant »).

Dans le cas des noms masculins, on distingue également les noms animés et inanimés : les mots désignant des personnes sont animés, les autres sont inanimés. Les animaux sont généralement considérés animés au singulier mais inanimés au pluriel. L’animéité influence les déclinaisons, notamment à l’accusatif : pour les noms masculins animés, l’accusatif est identique au génitif, alors qu’il est identique au nominatif pour les inanimés.
Certains mots appelés pluralia tantum n’existent qu’au pluriel, même s’ils désignent un seul objet : nohavice (« pantalon »), nožnice (« ciseaux »), dvere (« porte »), ainsi que de nombreux noms de villes : Košice, Michalovce, Topoľčany, etc.
La déclinaison des noms est complexe : on distingue traditionnellement douze modèles de déclinaison, quatre pour chaque genre, avec beaucoup de variantes et d’exceptions. Six cas et deux nombres donnent douze possibilités, mais les noms ont toujours moins de douze formes : il y a toujours des cas identiques à d’autres. À titre d’exemple, voici un paradigme pour chaque genre (tous les modèles sont donnés dans l’article Déclinaisons en slovaque) :
| Genre        | Masculin  | Masculin  | Féminin   | Féminin   | Neutre    | Neutre    |
| Sens         | « chêne » | « chêne » | « femme » | « femme » | « ville » | « ville » |
| Nombre       | Singulier | Pluriel   | Singulier | Pluriel   | Singulier | Pluriel   |
| ------------ | --------- | --------- | --------- | --------- | --------- | --------- |
| Nominatif    | dub       | duby      | žena      | ženy      | mesto     | mestá     |
| Génitif      | duba      | dubov     | ženy      | žien      | mesta     | miest     |
| Datif        | dubu      | dubom     | žene      | ženám     | mestu     | mestám    |
| Accusatif    | dub       | duby      | ženu      | ženy      | mesto     | mestá     |
| Locatif      | dube      | duboch    | žene      | ženách    | meste     | mestách   |
| Instrumental | dubom     | dubmi     | ženou     | ženami    | mestom    | mestami   |

### Adjectifs
Les adjectifs s’accordent en genre, nombre et cas. Les adjectifs épithètes précèdent le nom auxquels ils se rapportent (veľký dom : « grande maison »), sauf dans certains cas particuliers tels que les noms scientifiques des êtres vivants (par exemple pstruh dúhový : « truite arc-en-ciel »).
La déclinaison des adjectifs qualificatifs est régulière. Il en existe deux modèles :
- les adjectifs dont le radical se termine par une consonne dure : pekný, pekná, pekné (« joli ») ;
- les adjectifs dont le radical se termine par une consonne molle : cudzí, cudzia, cudzie (« étranger »).

| Nombre       | Singulier | Singulier | Singulier | Singulier | Pluriel  | Pluriel  | Pluriel | Pluriel |
| Genre        | Masculin  | Masculin  | Neutre    | Féminin   | Masculin | Masculin | Neutre  | Féminin |
| Genre        | Animé     | Inanimé   | Neutre    | Féminin   | Animé    | Inanimé  | Neutre  | Féminin |
| ------------ | --------- | --------- | --------- | --------- | -------- | -------- | ------- | ------- |
| Nominatif    | pekný     | pekný     | pekné     | pekná     | pekní    | pekné    | pekné   | pekné   |
| Génitif      | pekného   | pekného   | pekného   | peknej    | pekných  | pekných  | pekných | pekných |
| Datif        | peknému   | peknému   | peknému   | peknej    | pekným   | pekným   | pekným  | pekným  |
| Accusatif    | pekného   | pekný     | pekné     | peknú     | pekných  | pekné    | pekné   | pekné   |
| Locatif      | peknom    | peknom    | peknom    | peknej    | pekných  | pekných  | pekných | pekných |
| Instrumental | pekným    | pekným    | pekným    | peknou    | peknými  | peknými  | peknými | peknými |

Il existe aussi quelques adjectifs dérivés de noms d’animaux tels que páví (« de paon ») ; ceux-ci se déclinent comme cudzí, même si leur radical se termine par une consonne dure, et ne respectent pas la loi rythmique.
Le comparatif se forme en ajoutant le suffixe -ší ou -ejší : dlhý (« long ») donne dlhší (« plus long »), silný (« fort ») donne silnejší (« plus fort »). Dans le cas des adjectifs terminés par -oký ou -eký, cette terminaison est généralement supprimée : hlboký → hlbší (« profond → plus profond »). Il existe certaines irrégularités : dobrý → lepší (« bon → mieux/meilleur »), zlý → horší (« mauvais → pire »), veľký → väčší (« grand → plus grand »), malý → menší (« petit → plus petit »).
Le superlatif se forme de manière régulière, en ajoutant le préfixe naj- au comparatif : najlepší (« le meilleur »), najsilnejší (« le plus fort »).
Il existe aussi en slovaque des adjectifs possessifs issus de noms de personne. Ils se terminent par -ov pour un possesseur masculin et -in pour un possesseur féminin : otcov (« du père »), matkin (« de la mère »). Leur déclinaison est différente de celles des autres adjectifs.

### Adverbes
La plupart des adverbes sont dérivés d’adjectifs à l’aide des suffixes -o et -e : dobrý → dobre (« bon → bien »), hlboký → hlboko (« profond → profondément »), rýchly → rýchlo ou rýchle (« rapide → vite »), etc. Les adverbes dérivés d’adjectifs en -ský et -cký se finissent par -sky et -cky : matematický → matematicky (« mathématique → mathématiquement »).
Ces adverbes forment le comparatif et le superlatif de la même manière que les adjectifs, avec la terminaison -(ej)šie (identique à la forme neutre de l’adjectif) : hlbšie (« plus profondément »), najrýchlejšie (« le plus vite »). Il y a quelques irrégularités :
- málo (« peu ») → menej (« moins »),
- veľa (« beaucoup ») → viac (« plus »),
- skoro (« tôt ») → skôr ou skorej (« plus tôt »),
- ďaleko (« loin ») → ďalej (« plus loin »),
- veľmi (« très ») → väčšmi (« plus »).

Il existe aussi de nombreux adverbes qui proviennent de la combinaison d’une préposition avec un nom ou un adjectif : zďaleka (« de loin »), napravo (« à droite »), oddávna (« depuis longtemps »).

### Verbes
Les verbes slovaques sont conjugués selon le temps, le mode, la voix, la personne (première, deuxième, troisième) et le nombre (singulier, pluriel). Les verbes ont un aspect perfectif ou imperfectif,.
Les verbes sont répartis en quatorze groupes, eux-mêmes regroupés en cinq classes, en fonction de la manière dont ils se conjuguent au présent (ou au futur perfectif). Sauf pour certains verbes irréguliers, connaître les troisièmes personnes du singulier et du pluriel est suffisant pour savoir conjuguer le verbe à toutes les personnes,,.

#### Aspect
L’aspect est une caractéristique essentielle du verbe slovaque : chaque verbe est nécessairement perfectif ou imperfectif. L’aspect perfectif indique une action terminée (et pour cette raison les verbes perfectifs n’ont pas de présent), l’aspect imperfectif indique une action en cours. Ainsi, la phrase « Hier, j’ai lu un livre » peut être traduite de deux manières différentes :
- Včera som čítal knihu. Le verbe est imperfectif, l’information importante est le processus : « Hier, j’ai passé un certain temps à lire un livre. » Cette phrase peut être une réponse à la question « Qu’est-ce que tu as fait hier ? »
- Včera som prečítal knihu. Le verbe est perfectif, l’information importante est le résultat : l’action a été entièrement effectuée, j’ai fini de lire le livre.

À un verbe français correspond, en général, une paire de verbes slovaques. Chaque forme doit être apprise : il existe plusieurs manières de former le perfectif à partir de l’imperfectif ou inversement, et il n’est pas toujours possible de deviner si un verbe donné est perfectif ou imperfectif,,.
- Souvent, le perfectif est formé en ajoutant un préfixe : robiť → urobiť (« faire »), písať → napísať (« écrire »), ďakovať → poďakovať (« remercier »).
- Certains imperfectifs sont formés en ajoutant un suffixe à un perfectif, en particulier quand le perfectif a déjà un préfixe : prerušiť → prerušovať (« interrompre »), dať → dávať (« donner »), skryť → skrývať (« cacher »).
- Dans quelques rares cas, les deux verbes sont totalement différents : klásť/položiť (« poser »), brať/vziať (« prendre »).

#### Présent
Seuls les verbes imperfectifs peuvent être conjugués au présent,. La conjugaison de verbes de tous les groupes est donnée dans l’article Conjugaison en slovaque.
| Personne  | Personne | byť (être) | volať (appeler) | robiť (faire) | kupovať (acheter) |
| --------- | -------- | ---------- | --------------- | ------------- | ----------------- |
| Singulier | 1re      | som        | volám           | robím         | kupujem           |
| Singulier | 2e       | si         | voláš           | robíš         | kupuješ           |
| Singulier | 3e       | je         | volá            | robí          | kupuje            |
| Pluriel   | 1re      | sme        | voláme          | robíme        | kupujeme          |
| Pluriel   | 2e       | ste        | voláte          | robíte        | kupujete          |
| Pluriel   | 3e       | sú         | volajú          | robia         | kupujú            |

#### Passé
Le passé se forme à l’aide de l’auxiliaire byť (« être »), sauf à la troisième personne, et d’une forme passée se terminant par -l et qui s’accorde en genre et en nombre avec le sujet,.
| Personne  | Personne | Masculin | Féminin  | Neutre   |
| --------- | -------- | -------- | -------- | -------- |
| Singulier | 1re      | mal som  | mala som | —        |
| Singulier | 2e       | mal si   | mala si  | —        |
| Singulier | 3e       | mal      | mala     | malo     |
| Pluriel   | 1re      | mali sme | mali sme | mali sme |
| Pluriel   | 2e       | mali ste | mali ste | mali ste |
| Pluriel   | 3e       | mali     | mali     | mali     |

Il existe aussi un plus-que-parfait formé de la même manière à partir du passé de byť : bol som napísal (« j’avais écrit »). Le plus-que-parfait n’est utilisé que dans la littérature.

#### Futur
Il existe plusieurs manières de former le futur,.
- Les verbes perfectifs n’ont pas de forme au présent : si on les conjugue de la même manière que les verbes imperfectifs au présent, on obtient le futur : píšem (imperfectif : « j’écris »), napíšem (perfectif : « j’écrirai »).
- Byť a un futur distinct du présent : budem, budeš, bude, budeme, budete, budú.
- Pour les verbes imperfectifs, on utilise le futur du verbe byť suivi de l’infinitif : budem písať (« j’écrirai »).
- Certains verbes de mouvement imperfectifs forment le futur avec le préfixe po-. C’est le cas par exemple de ísť (« aller ») : pôjdem, pôjdeš, pôjde, etc.

#### Conditionnel
Le conditionnel se forme en ajoutant la particule by au passé : bol som (« j’étais ») → bol by som (« je serais »), sauf après les conjonctions telles que aby (« pour que ») et keby (« si »), où cette particule n’est pas répétée. Dans certains cas, le conditionnel correspond au subjonctif français : Chcem, aby ste vedeli (« Je veux que vous sachiez »).

#### Impératif
L’impératif se forme en retirant la terminaison -ú/-ia de la troisième personne du pluriel : kupovať (« acheter ») → kupujú (« ils achètent ») → kupuj (« achète »). On forme la première et la deuxième personne du pluriel en ajoutant respectivement les terminaisons -me et -te : kupujme (« achetons »), kupujte (« achetez). Dans certains cas, il faut ajouter un -i pour des raisons euphoniques : l’impératif de spať (« dormir » ; spia : « ils dorment ») est spi.
Quand le radical se termine par d, t, n ou l, la consonne finale devient molle : mlieť (« moudre ») → melú → meľ. Quand le radical se termine par ij ou yj, le -j disparaît : piť (« boire ») → pij-ú → pi, zakryť (« couvrir ») → zakryj-ú → zakry.
Il existe aussi quelques irrégularités : l’impératif de byť est buď,.

#### Négation
La négation se forme à l’aide du préfixe ne- qui est soudé au verbe : chcem (« je veux ») → nechcem (« je ne veux pas »). Au futur imperfectif, le préfixe s’attache à l’auxiliaire : nebudem spať (« je ne dormirai pas »), mais au passé il s’attache au verbe : nevideli sme (« nous n’avons pas vu »). Le verbe byť au présent est la seule exception : sa négation se forme avec le mot nie : nie som, nie si, nie je, etc,.

### Pronoms
Les pronoms slovaques se déclinent selon les mêmes cas que les noms et les adjectifs.

#### Pronoms personnels
Les pronoms personnels sujets sont généralement omis, étant donné que la personne est déjà indiquée par le verbe.
| Personne | Personne | Singulier | Pluriel |
| -------- | -------- | --------- | ------- |
| 1re      | 1re      | ja        | my      |
| 2e       | 2e       | ty        | vy      |
| 3e       | Masculin | on        | oni     |
| 3e       | Féminin  | ona       | ony     |
| 3e       | Neutre   | ono       | ony     |

À certains cas, il existe deux formes pour les pronoms personnels : une longue et une courte. La forme longue est utilisée en début de phrase pour mettre en relief le pronom et après une préposition. Comparez par exemple les deux formes possibles du datif de ja : Nehovor mi to! (« Ne me le dis pas ! ») et Mne to nehovor! (« Ce n’est pas à moi que tu dois le dire ! »).
Le tutoiement et le vouvoiement fonctionnent comme en français : ty correspond à « tu » et vy à « vous », c’est-à-dire qu’il sert aussi bien à s’adresser à plusieurs personnes qu’à une seule de manière polie.
Il existe de plus un pronom réfléchi, sa (il n’a pas de nominatif, la forme sa est l’accusatif). Comme dans les autres langues slaves, il est utilisé à toutes les personnes. Ainsi, le verbe volať sa (« s’appeler ») se conjugue : volám sa, voláš sa, volá sa, etc., comme si on disait en français « je s’appelle », « tu s’appelles », etc.

#### Pronoms possessifs
Les pronoms possessifs dérivés des pronoms personnels sont les suivants :
| Personne | Personne | Singulier | Pluriel |
| -------- | -------- | --------- | ------- |
| 1re      | 1re      | môj       | náš     |
| 2e       | 2e       | tvoj      | váš     |
| 3e       | Masculin | jeho      | ich     |
| 3e       | Neutre   | jeho      | ich     |
| 3e       | Féminin  | jej       | ich     |
| Réfléchi | Réfléchi | svoj      | svoj    |

Les pronoms possessifs de la troisième personne (jej, jeho, ich) sont indéclinables car ils proviennent des formes génitives des pronoms personnels. Les autres se déclinent de manière similaire aux adjectifs.
Les pronoms possessifs sont identiques aux adjectifs possessifs : môj signifie « mon » aussi bien que « le mien ».

#### Pronoms démonstratifs
Le pronom démonstratif de base est ten (au féminin tá, au neutre to), « celui, celle ». Il est identique à l’adjectif démonstratif correspondant (« ce, cette »), souvent utilisé pour indiquer qu’un nom est défini en raison de l’absence d’article en slovaque. Ce pronom se décline de manière semblable aux adjectifs.
Les pronoms et adjectifs démonstratifs tento (« celui-ci »), tenže (« le même », archaïque), tamten (« celui-là ») et son synonyme familier henten se déclinent de la même manière ; les éléments -to, -že, tam- et hen- sont invariables : táto, toto ; táže, tože ; tamtá, tamto ; hentá, hento, etc. Le pronom onen, oná, ono (« celui-là ») se décline comme ten.

#### Autres pronoms
Les principaux pronoms interrogatifs sont čo (« quoi »), kto (« qui »), kde (« où »), kam (« vers où »), kedy (« quand »), koľko (« combien »), ako (« comment »), aký (« quel genre de »), ktorý (« quel »), čí (« à qui »), etc. Les trois derniers se déclinent comme des adjectifs, čo et kto ont leur propre déclinaison.
Les pronoms interrogatifs, en particulier čo et ktorý, servent aussi de pronoms relatifs : to, čo chcem (« ce que je veux »), človek, ktorý vie všetko (« l’homme qui sait tout »).
Les pronoms interrogatifs sont au cœur d’un système assez régulier permettant de dériver un grand nombre d’autres pronoms au moyen d’affixes :
- nie- (« quelque ») : niekto (« quelqu’un »), niečo (« quelque chose »), niekde (« quelque part »), niekedy (« parfois »), nejaký (« un, quelque, quelconque »), niektoré (« certains, quelques-uns ») ;
- ni- (négatif) : nikto (« personne »), nič (« rien »), nikde (« nulle part »), nikdy (« jamais »), nijaký (« aucun ») ;
- -koľvek (« n’importe ») : ktokoľvek (« qui que ce soit »), čokoľvek (« quoi que ce soit »), akýkoľvek (« quelconque ») ;
- in(o)- : (« autre ») : inde (« ailleurs »), inokedy (« à un autre moment ») ;
- všeli- (« toutes sortes de », souvent péjoratif) : všelijaký (« de toutes sortes »), všelikto (« n’importe qui, le premier venu »).

Ce système comporte plusieurs synonymes et quasi-synonymes (voľa-, da-, -si sont proches de nie- ; hoci- est proche de -koľvek) dont le choix est souvent une question de préférence personnelle et de style.

### Numéraux
Le slovaque possède plusieurs types de numéraux aux déclinaisons complexes.

#### Numéraux cardinaux
Les numéraux cardinaux en slovaque sont :
- jeden (1), dva (2), tri (3), štyri (4), päť (5), šesť (6), sedem (7), osem (8), deväť (9), desať (10),
- jedenásť (11), dvanásť (12), trinásť (13), štrnásť (14), pätnásť (15), šestnásť (16), sedemnásť (17), osemnásť (18), devätnásť (19),
- dvadsať (20), tridsať (30), štyridsať (40), päťdesiat (50), šesťdesiat (60), sedemdesiat (70), osemdesiat (80), deväťdesiat (90),
- sto (100), tisíc (1000).

Les nombres de 21 à 29, 31 à 39, etc., se forment en juxtaposant la dizaine et l’unité : štyridsaťdva (42). Les centaines et les milliers se forment de la même manière : tristo (300), päťtisíc (5000). Dans le cas de 200 et 2000, on utilise dve (forme féminine et neutre) au lieu de dva (forme masculine inanimée) : dvesto et dvetisíc. Les numéraux composés sont écrits sans espaces, ce qui peut donner lieu à des mots assez longs : 123 456 se dit stodvadsaťtritisícštyristopäťdesiatšesť.
La plupart des numéraux cardinaux se déclinent (bien que la déclinaison soit optionnelle dans certains cas, comme les nombres composés d’une dizaine et d’une unité) et peuvent s’accorder en genre. Les mots milión et miliarda fonctionnent comme des noms. Lorsque l’on compte, on utilise raz (« une fois ») au lieu de jeden.
Au nominatif (et à l’accusatif, sauf au masculin animé), les numéraux de 2 à 4 sont suivis du nominatif pluriel, mais à partir de 5 du génitif, par exemple avec kniha (« livre ») : jedna kniha, dve, tri, štyri knihy, päť kníh. Aux autres cas, le nom qui suit le numéral est au même cas que celui-ci,.

#### Numéraux ordinaux
Les numéraux ordinaux sont :
- prvý (1er), druhý (2e), tretí (3e), štvrtý (4e), piaty (5e), šiesty (6e), siedmy (7e), ôsmy (8e), deviaty (9e), desiaty (10e),
- jedenásty (11e), dvanásty (12e), trinásty (13e), etc.,
- dvadsiaty (20e), tridsiaty (30e), štyridsiaty (40e), päťdesiaty (50e), etc.,
- stý (100e), tisíci (1000e).

Tous ces numéraux se déclinent comme des adjectifs. Les ordinaux de 21 à 29, 31 à 39, etc., s’écrivent en deux mots : dvadsiate prvé storočie (« le vingt-et-unième siècle »). À l’écrit, les ordinaux sont abrégés par un point : 1. (1er), 2. (2e), etc.

#### Autres numéraux
Parmi les autres types de numéraux existants en slovaques, voici les plus importants, :
- Les numéraux collectifs (dvoje, troje, štvoro, pätoro, etc.), toujours suivis du génitif pluriel, servent à compter des objets qui viennent par groupes. Leur emploi est obligatoire avec les pluralia tantum : dvoje dverí (« deux portes »), pätoro rukavíc (« cinq paires de gants »).
- Les numéraux en -aký (adjectifs) ou -ako (adverbes) expriment un nombre de sortes : storako (« de cent manières »), dvojaký (« de deux sortes »).
- Les numéraux multiplicatifs expriment un nombre de fois. ils peuvent être formés avec les suffixes -násobný (trojnásobný : « triple »), -mo (dvojmo : « en double »), -itý (dvojitý : « double »), -krát (trikrát : « trois fois », mnohokrát : « plein de fois ») ou bien avec le mot raz (« fois ») : dva razy (« deux fois »), päť ráz (« cinq fois »).

Il existe aussi des noms pour les nombres : jednotka, dvojka, trojka, štvorka, päťka, etc. Par exemple, päťka veut dire « un cinq », c’est-à-dire qu’il peut désigner le chiffre 5, mais aussi un objet portant le numéro 5 (familièrement, si le contexte est assez clair) : une note à l’école, le bus numéro 5, la chambre numéro 5, un billet de 5 euros, etc.

### Prépositions
Les prépositions en slovaque sont nécessairement suivies d’un cas autre que le nominatif. Le cas à utiliser après chaque préposition doit être appris, par exemple :
- k (« vers, à, chez »), vďaka (« grâce à »), proti (« contre, face à ») sont suivis du datif ;
- bez (« sans »), do (« dans, jusqu’à »), u (« chez »), z (« de »), od (« de, depuis ») sont suivis du génitif ;
- cez (« à travers »), pre (« pour ») sont suivis de l’accusatif ;
- pri (« auprès de ») est suivi du locatif ;
- s (« avec ») est suivi de l’instrumental.

Certaines prépositions peuvent être suivies par plusieurs cas, ce qui change leur sens : na suivi du locatif indique « sur » sans mouvement, mais indique un mouvement avec l’accusatif : Som na pošte (locatif) : « Je suis à la poste », mais Idem na poštu (accusatif) : « Je vais à la poste ». Nad (« au-dessus de »), pod (« sous »), pred (« devant ») et medzi (« entre ») fonctionnent de manière semblable, à la différence que la position sans mouvement est indiquée par l’instrumental.
Les prépositions qui se terminent par une consonne (en particulier celles constituées d’une seule consonne) ont une variante avec une voyelle supplémentaire utilisée pour éviter des résultats imprononçables. Ainsi, v (« dans ») devient vo devant un f ou un v : v Nemecku (« en Allemagne ») mais vo Francúzsku (« en France »).
En plus des prépositions ci-dessus, il existe des prépositions dérivées de noms telles que vďaka (« grâce à », mais aussi « gratitude ») ou pomocou (« à l’aide de », de l’instrumental de pomoc « aide »), des locutions prépositives (na rozdiel od : « à la différence de ») et des prépositions dérivées de gérondifs (začínajúc : « à commencer par, à partir de », du gérondif de začínať « commencer »).

### Syntaxe
L’ordre des éléments dans la phrase slovaque est assez souple, mais l’ordre neutre est généralement SVO, par exemple Pes pohrýzol poštára (« Le chien a mordu le facteur »). L’ordre OVS est aussi considéré neutre, mais met en relief l’objet : Poštára pohrýzol pes se traduirait plutôt par « Le facteur a été mordu par un chien ». Les autres ordres sont possibles, mais moins courants : Pes poštára pohrýzol souligne que c’est un chien (et pas autre chose) qui a mordu le facteur. À l’intérieur du groupe nominal, cependant, l’ordre des mots est fixe : veľmi veľký dom (« une très grande maison ») ne peut s’exprimer par un autre ordre.
Les enclitiques ne peuvent pas commencer une phrase et se placent habituellement en deuxième position : il s’agit de la particule by, des formes de byť utilisées en tant qu’auxiliaires (som, si, sme, ste), des pronoms réfléchis (sa, si) et de la forme courte de certains pronoms personnels (mi, ma, ti, ťa, ho, mu). S’il y a plusieurs enclitiques, ils doivent être placés dans l’ordre dans lequel ils ont été cités : To by sa mi páčilo (« Cela me plairait »).
Les questions de type « oui ou non » ont aussi un ordre des mots libre, et en général seule l’intonation permet de distinguer une question d’une affirmation. Dans les questions avec un pronom interrogatif, celui-ci est habituellement placé en début de phrase (après une éventuelle préposition) : Čo chcete dnes robiť? (« Qu’est-ce que vous voulez faire aujourd’hui ? »).
La double négation est obligatoire en slovaque : dans Nikdy nikomu nič nepoviem (« Je ne dirai jamais rien à personne »), chaque mot est négatif,.

## Vocabulaire

### Formation des mots
En général, un mot slovaque peut être composé de quatre éléments : des préfixes, une racine, des suffixes et une désinence. Les préfixes et les suffixes modifient le sens de la racine, et la désinence est l’élément qui change lorsque le mot est conjugué ou décliné,.
| Préfixe | Racine | Suffixe            | Désinence                 |
| ------- | ------ | ------------------ | ------------------------- |
| pod-    | zem    | -n-                | -ý                        |
| sous    | terre  | suffixe adjectival | terminaison des adjectifs |

Il existe aussi des mots composés dans lesquels les racines sont généralement liées par la voyelle -o- :
- nos (« nez ») + roh (« corne ») = nosorožec (« rhinocéros »),
- voda (« eau ») + vodiť (« conduire ») = vodovod (« canalisation »),
- jazyk (« langue ») + lámať (« casser ») = jazykolam (« virelangue »),
- dlhý (« long ») + doba (« période ») = dlhodobý (« à long terme »).

### Préfixes
Les préfixes sont très utilisés, notamment avec les verbes. La plupart des préfixes ont un sens général, mais le sens du verbe dérivé peut aussi être imprévisible,. Ainsi, à partir de písať (« écrire »), ísť (« aller »), spať (« dormir ») ou piť (« boire »), on peut former entre autres :
- na- : napísať (« écrire », perfectif), nájsť (« trouver »), napiť sa (« se désaltérer ») ;
- pre- (répétition, à travers) : prepísať (« réécrire »), prespať (« passer un certain temps à dormir ») ;
- vy- (sortie, action effectuée jusqu’au bout) : vypísať (« recopier (à partir d’un texte) », « épuiser (du papier, un crayon…) en écrivant »), vyjsť (« sortir ») , vyspať sa (« dormir de tout son soûl ») , vypiť (« boire en entier », « vider son verre ») ;
- o(b)- (à propos de, autour de) : opísať (« décrire »), obísť (« contourner »), opiť sa (« se saouler ») ;
- do- (terminer une action) : dopísať (« finir d’écrire »), dôjsť (« parvenir »), dospať (« dormir jusqu’à un certain moment »), dopiť (« finir de boire », « finir son verre ») ;
- od- (à partir de) : odpísať (« répondre par écrit »), odísť (« partir »), odpiť (« boire un peu »).

Ces préfixes peuvent aussi être utilisés avec les noms et les adjectifs (souvent dans des mots dérivés de verbes) : východ (« sortie »), odchod (« départ »), opis (« description »), etc.
D’autres préfixes sont utilisés principalement avec les noms et les adjectifs, par exemple, :
- proti- (« contre ») : protiklad (« contraire »), protiústavný (« anticonstitutionnel ») ;
- nad- (« au-dessus ») : nadzvukový (« ultrasonique »), nadmerný (« excessif ») ;
- pod- (« sous ») : podpora (« soutien »), podmorský (« sous-marin ») ;
- medzi- (« entre ») : medzinárodný (« international »).

### Suffixes
Les suffixes en slovaque sont très fréquemment employés pour former de nouveaux noms en les dérivant de verbes, d’adjectifs ou d’autre noms. On peut citer notamment,, :
- Suffixes masculins :
  - -teľ (professions, agents) : prekladateľ (« traducteur »), pozorovateľ (« observateur »), čitateľ (« lecteur ») ;
  - -ák (agents, personnes caractérisées par un trait particulier) : hlupák (« imbécile »), spevák (« chanteur »), pravák (« droitier ») ;
  - -ec (agents, habitants) : športovec (« sportif »), Estónec (« Estonien »), lenivec (« flemmard ») ;
  - -ár/-iar (professions, agents) : rybár (« pêcheur »), zubár (« dentiste »), fajčiar (« fumeur ») ;
  - -(č)an (habitants) : Američan (« Américain »), Číňan (« Chinois »), občan (« citoyen »).
- Suffixes féminins :
  - -áreň/-iareň (endroits) : kaviareň (« café »), lekáreň (« pharmacie »), čakáreň (« salle d’attente ») ;
  - -ňa (endroits) : čajovňa (« salon de thé »), dielňa (« atelier ») ;
  - -osť (qualités) : mladosť (« jeunesse »), dôležitosť (« importance »), radosť (« joie ») ;
  - suffixes permettant de créer l’équivalent féminin d’un mot masculin[113] :
    - -ka pour la plupart des noms masculins terminés par une consonne : zubárka (« dentiste »), čitateľka (« lectrice »), speváčka (« chanteuse ») ;
    - -(k)yňa pour la plupart des noms masculins en -(c)a : kolegyňa (« collègue »), športovkyňa (« sportive »), sudkyňa (« juge »).
- Suffixes neutres :
  - -isko (endroits) : letisko (« aéroport »), pieskovisko (« bac à sable »), ohnisko (« foyer (d’un feu) ») ;
  - -stvo (qualités, noms collectifs) : ľudstvo (« humanité »), priateľstvo (« amitié »), bratstvo (« fraternité ») ;
  - -dlo (instruments) : čerpadlo (« pompe »), svietidlo (« luminaire »), umývadlo (« lavabo »).

Les suffixes adjectivaux les plus fréquents sont :
- -ový : malinový (« à la framboise »), cukrový (« de sucre »), kovový (« métallique »), atómový (« atomique ») ;
- -ný : národný (« national »), hudobný (« musical »), drevený (« en bois »), nočný (« nocturne ») ;
- -ský/-cký : občiansky (« civil »), matematický (« mathématique »), školský (« scolaire »), mestský (« urbain »).

### Diminutifs et augmentatifs
Les diminutifs sont très courants en slovaque et peuvent s’appliquer à presque tous les noms. S’ils signifient parfois que l’objet désigné est plus petit (lyžička « petite cuillère » est bien une petite cuillère, lyžica), dans la plupart des cas ils apportent une nuance affective : appeler sa mère mamička au lieu de mama exprime un plus grand degré d’intimité, sans référence à sa taille. Au restaurant, les serveurs proposeront parfois une polievočka plutôt qu’une simple soupe (polievka). Les principaux suffixes diminutifs sont, :
- Suffixes masculins :
  - -ík : pohárik (« petit verre »), psík (« petit chien ») ;
  - -ček : domček (« maisonnette »), stromček (« petit arbre ») ;
  - -ok : kvietok (« petite fleur »).
- Suffixes féminin :
  - -ka : knižka (« petit livre »), žienka (« petite femme ») ;
  - -ička : vodička (« petite eau »), pesnička (« chanson ») ;
  - -očka : polievočka (« petite soupe »).
- Suffixes neutres :
  - -ko : vínko (« petit vin »), jabĺčko (« petite pomme ») ;
  - -íčko : autíčko (« petite voiture »), slovíčko (« petit mot »).

Il est possible d’appliquer plusieurs suffixes diminutifs à un même nom : diera (« trou »), dierka (« petit trou »), dieročka (« très petit trou »). Les diminutifs sont particulièrement employés quand on s’adresse aux jeunes enfants.
Certains noms sont à l’origine des diminutifs mais ont perdu leur nuance affective : lístok provient de list (« feuille ») et désigne un billet, sans caractère diminutif.
Les augmentatifs sont formés au moyen du suffixe -isko (chlapisko : « grand gaillard »). Ils sont souvent perçus comme péjoratifs (dievčisko : « vilaine fille »),.

### Emprunts
Au cours de son histoire, le slovaque a emprunté des mots à des sources variées. Outre les noms scientifiques d’origine grecque et latine que l’on retrouve dans la plupart des langues européennes (matematika, chémia, demokracia, federácia…), le slovaque a empruntés des mots notamment aux langues suivantes (dans l’ordre chronologique) :
- allemand et vieux haut-allemand (parfois des mots eux-mêmes empruntés au latin) : krstiť (« baptiser », probablement apparenté au vieux haut-allemand christenen), ďakovať (« remercier », dérivé de ďaka < *dęka, emprunté à un ancêtre de l’allemand denken, « penser »), fľaša (« bouteille », de Flasche), fajn (« bien, cool », de fein), jarmok (« foire », de jārmarket, allemand moderne Jahrmarkt) ;
- hongrois : gombík (« bouton », diminutif de gomb, mot hongrois de même sens), ťava (« chameau », de teve) ;
- roumain : bryndza (de brânză, « fromage ») et d’autres mots concernant l’élevage des moutons ;
- latin (parfois des mots eux-mêmes d’origine grecque) : des mots religieux comme cintorín (« cimetière », du latin vulgaire cīmītērium), mais aussi des mots répandus dans de nombreuses langues d’Europe (protokol, kalendár…) ;
- tchèque : les mots empruntés au tchèque sont souvent difficiles à identifier parce qu’ils sont slovaquisés par des changements minimes (comme dôležitý « important », issu de důležitý). Aujourd’hui, les tchéquismes sont fréquents dans la langue familière : on entend díky (remerciement familier) aussi bien que son équivalent slovaque vďaka, et hranolky (« frites ») est plus fréquent que sa traduction slovaque officielle hranolčeky[118] ;
- français : bufet (« buffet »), portrét (« portrait »), interiér (« intérieur »), montáž (« montage »), garáž (« garage ») ;
- anglais : džús (« jus », de juice), džem (« confiture », de jam) et beaucoup de mots concernant les technologies modernes : server, web, skener (« scanner »), etc.

Les noms étrangers reçoivent un genre en fonction de leur terminaison. Certains, difficilement adaptables à la grammaire slovaque, sont indéclinables et ont un genre imprévisible : alibi et menu sont neutres. Les adjectifs reçoivent habituellement un suffixe tel que -ný ou -ový (termálny), et quasiment tous les verbes reçoivent le suffixe -ovať (kontrolovať),.

### Exemples
| Mot     | Traduction | Transcription en API | Prononciation approximative |
| ------- | ---------- | -------------------- | --------------------------- |
| terre   | zem        | [ˈzɛm]               | zèm                         |
| ciel    | nebo       | [ˈɲɛbɔ]              | gnèbo                       |
| eau     | voda       | [ˈvɔda]              | voda                        |
| feu     | oheň       | [ˈɔɦɛɲ]              | ohègne                      |
| garçon  | chlapec    | [ˈxlapɛt͡s]           | khlapèts                    |
| homme   | muž        | [ˈmuʃ]               | mouch                       |
| femme   | žena       | [ˈʒɛna]              | jèna                        |
| manger  | jesť       | [ˈjɛsc]              | yesty                       |
| boire   | piť        | [ˈpic]               | pity                        |
| grand   | veľký      | [ˈvɛʎkiː]            | velkii                      |
| petit   | malý       | [ˈmaliː]             | malii                       |
| nuit    | noc        | [ˈnɔt͡s]              | nots                        |
| jour    | deň        | [ˈɟɛɲ]               | diègne                      |
| bonjour | dobrý deň  | [ˈdɔbriː ɟɛɲ]        | dobrii diègne               |

## Histoire

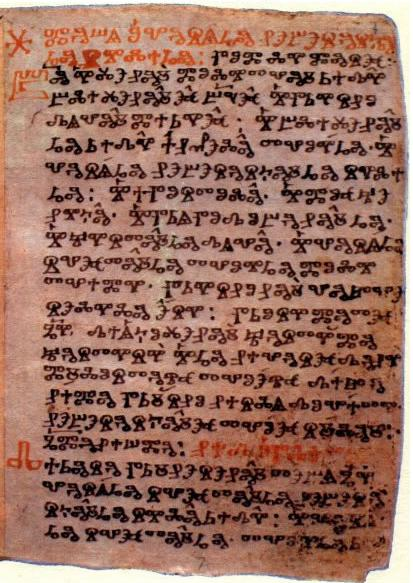
Le missel de Kiev, rédigé au X en vieux-slave (qui n’est cependant pas un ancêtre du slovaque)

L’histoire de la langue slovaque est traditionnellement divisée en deux grandes époques, elles-mêmes divisées en plusieurs périodes :
- époque pré-littéraire (predspisovné obdobie), du IXe à la fin du XVIIIe siècle :
  - période pré-littéraire primitive (rané predspisovné obdobie), IXe au Xe siècle,
  - période pré-littéraire ancienne (staršie predspisovné obdobie), XIe au XVe siècle,
  - période pré-littéraire récente (mladšie predspisovné obdobie), XVIe au XVIIIe siècle ;
- époque littéraire (spisovné obdobie), de la fin du XVIIIe siècle à aujourd’hui :
  - période de Bernolák (1787 à 1844),
  - période de Štúr (1844 à 1852),
  - période de la réforme (obdobie reformné, 1852 à 1863),
  - période de Matica slovenská (1863 à 1875),
  - période de Martin (1875 à 1918),
  - entre-deux-guerres (1919 à 1940),
  - période moderne (depuis 1940).

### Époque pré-littéraire

#### IXeauXesiècle
L’histoire de la langue slovaque commence au IXe siècle, quand les dialectes proto-slaves parlés dans le nord de la plaine de Pannonie commencent à se différencier, en particulier dans la principauté de Nitra, qui constitue le premier État slovaque connu, puis en Grande-Moravie. En 863, Constantin et Méthode arrivent en Grande-Moravie et le vieux-slave devient la langue liturgique. Celle-ci s’écrit habituellement en alphabet glagolitique, plus tard aussi en alphabet cyrillique (rarement en alphabet latin). Parmi les documents retrouvés de cette époque, l’un des plus importants est le missel de Kiev, un livre de prières datant du Xe siècle et peut-être le plus ancien document connu écrit dans une langue slave. Bien que rédigé en vieux-slave, une langue slave méridionale, le langage utilisé contient des éléments caractéristiques des langues slaves occidentales.

#### XIeauXVesiècle
Cette période du développement du slovaque est caractérisée principalement par l’évolution de la langue parlée et par l’utilisation du latin dans le territoire de l’actuelle Slovaquie. Celui-ci était en effet la langue utilisée par le royaume de Hongrie dans l’éducation, la religion et l’administration. Les documents rédigés en latin à cette époque contiennent de nombreux mots slovaques, qu’il s’agisse de toponymes ou même d‘emprunts. L’acte de Zobor (1113) fait ainsi référence à Boencza (Bojnice) et aux eaux du Vvac (Váh). Cette période est aussi caractérisée par l’apparition graduelle du tchèque en Slovaquie, à partir du XIVe siècle.

#### XVIeauXVIIIesiècle
L’arrivée de l’humanisme et de la Renaissance en Slovaquie s’accompagne des premiers textes imprimés en slovaque tels que le Rite d’Esztergom (Ostrihomský rituál) en 1625. Le latin perd du terrain tandis que le tchèque devient la langue du protestantisme en 1610. Le tchèque utilisé par les Slovaques est néanmoins slovaquisé : ě, au et ř sont généralement remplacés par e, ú et r, et certaines formes sont empruntés au slovaque.
Des parlers slovaques appelés « slovaque cultivé » (kultúrna slovenčina) commencent à être utilisées dans l’éducation, l’administration, voire la littérature. Le slovaque cultivé n’est pas encore normalisé et sa structure et son orthographe ne sont pas uniformes. On en distingue trois formes : occidentale, centrale et orientale, chacune ayant ses variantes et différentes influences régionales. L’un des premiers textes connus en slovaque cultivé oriental est une lettre de menaces adressée à la ville de Bardejov autour de 1493. Celle-ci contient des éléments d’origine ukrainienne et commence ainsi : « Vy zly a nespravedlivy lvde bardiowcy vi ste naszych bratow daly zveszaty lvdy dobrich a nevinnich iako mordere necnotlyvy ktory any vam ani zadnomv nicz nebili vinni » (« Vous, les gens mauvais et injustes de Bardejov, vous avez fait pendre nos frères, des hommes bons et innocents, comme des meurtriers insensibles, [des gens] qui n’étaient coupables de rien envers vous ou quelqu’un d’autre »).
C’est à cette époque qu’apparaissent les premières descriptions du slovaque. Dans Grammatica Slavico-Bohemica (1746), Pavel Doležal compare la norme du tchèque biblique au tchèque slovaquisé. Un dictionnaire latin-slovaque de 1763, Syllabus Dictionarii Latino-Slavonicus, probablement écrit en grande partie par Romuald Hadbávny, un moine de l’ordre camaldule de Červený Kláštor, contient également une brève introduction à l’orthographe et la grammaire de la langue. La Bible camaldule (Swaté Biblia Slowénské aneb Pisma Swatého, 1756 et 1759) est la première traduction entière de la Bible en slovaque connue.

### Époque littéraire
L’année 1787 marque un tournant dans l’histoire du slovaque : c’est cette année qu’apparaît l’une des plus importantes tentatives de standardisation du slovaque littéraire ou slovaque standard (spisovná slovenčina).

#### Période de Bernolák (1787 à 1844)

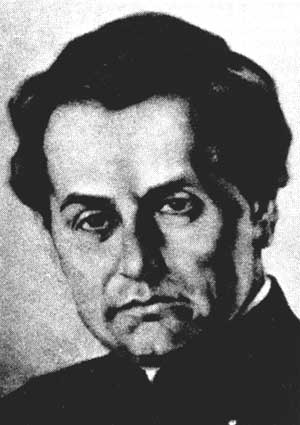
Anton Bernolák (1762–1813), auteur de la première standardisation de la langue slovaque

La première tentative importante de standardisation du slovaque est due au prêtre catholique Anton Bernolák, qui publie en 1787 Disseratio philologico-critica de literis Slavorum et son annexe Orthographia. Il poursuit la description de sa langue dans Grammatica Slavica (1790) et Etymologia vocum Slavicarum (1790). La langue de Bernolák, couramment appelée bernolákovčina, est basée sur le slovaque cultivé occidental, en particulier tel qu’il est parlé à Trnava, avec cependant des éléments issus du slovaque central (notamment le son ľ). Le nouveau standard ne fait pas l’unanimité : l’écrivain Jozef Ignác Bajza est l’un des principaux critiques, il défend contre les adeptes de Bernolák sa propre version du slovaque littéraire et se considère comme le premier à avoir normalisé le slovaque. Le nouveau slovaque standard est néanmoins utilisé dans certaines écoles et des œuvres littéraires paraissent en bernolákovčina : l’un des écrivains les plus actifs est Juraj Fándly. Bernolák continue à travailler sur sa langue, et son dictionnaire slovaque-tchèque-latin-allemand-hongrois en cinq volumes (Slowár Slowenskí, Česko-Laťinsko-Ňemecko-Uherskí) est publié après sa mort (entre 1825 et 1827).
La langue de Bernolák est caractérisée entre autres par les traits suivants, différents du slovaque moderne :
- y et ý sont absents, on écrit toujours i ou í ;
- au lieu de j, g et v, on trouve respectivement g, ǧ et w ;
- tous les noms commencent par une majuscule, comme en allemand ;
- il n’y a pas de diphtongues ;
- la loi rythmique est absente ;
- le vocatif est présent ;
- on trouve certaines différences dans les déclinaisons et le vocabulaire.

#### Période de Štúr (1844 à 1852)

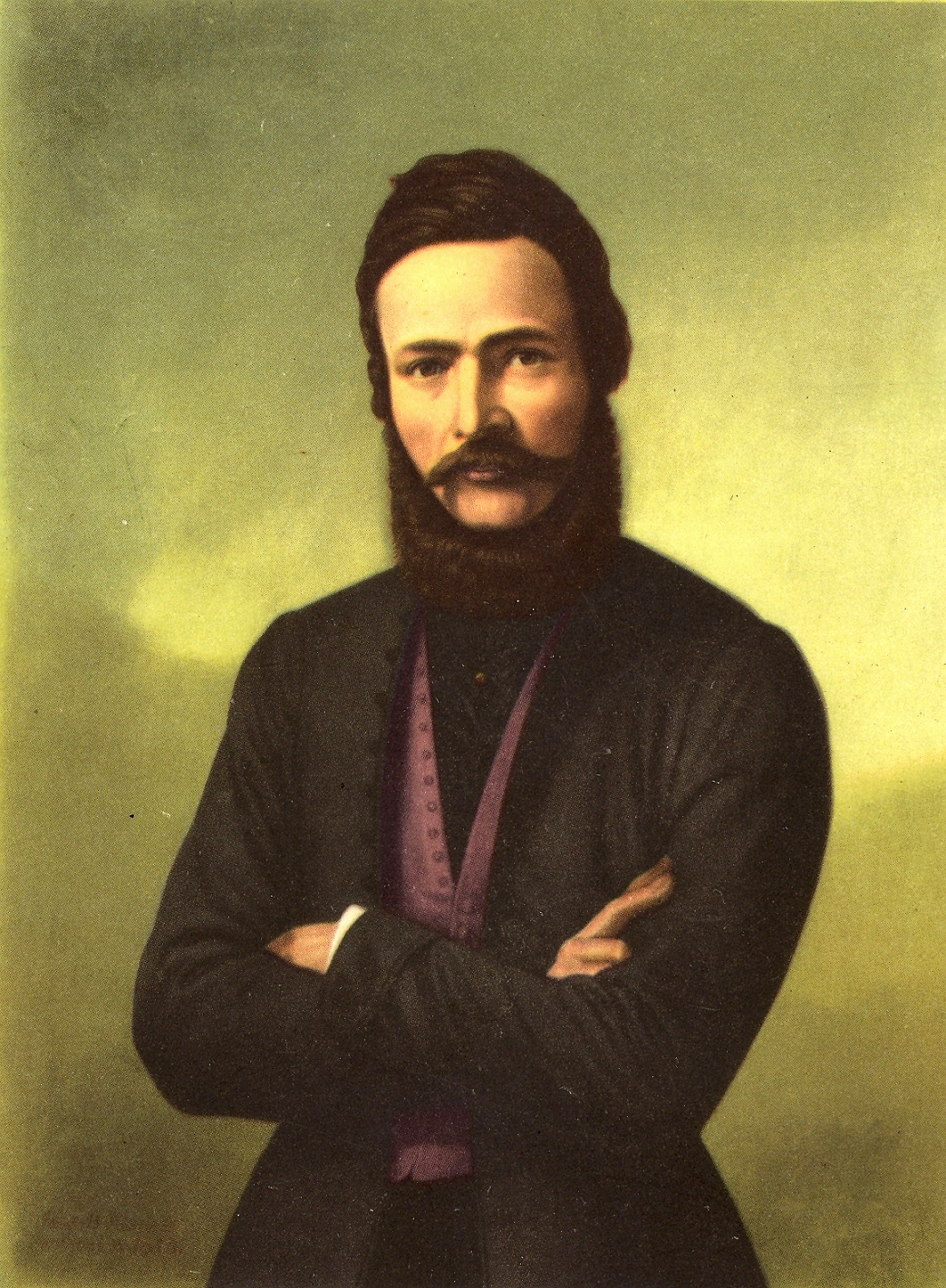
Ľudovít Štúr (1815–1856), figure incontournable de l’histoire slovaque

La deuxième tentative de standardisation est l’œuvre de Ľudovít Štúr. Celle-ci est adoptée au cours d’une réunion de la société culturelle Tatrín à Liptovský Mikuláš en août 1844. En 1846, Štúr publie Nauka reči slovenskej (« Apprentissage de la langue slovaque ») et Nárečja slovenskuo alebo potreba písaňja v tomto nárečí (« Le dialecte slovaque ou la nécessité d’écrire dans ce dialecte »), dans lesquels il plaide en faveur d’une langue littéraire unissant les Slovaques et décrit la forme qu’il souhaiterait donner à une telle langue. Celle-ci est basée sur le slovaque central. Parmi les caractéristiques qui la distinguent de la proposition de Bernolák et des langues voisines, on peut citer la présence de diphtongues (ja, je, uo), l’absence de ľ, la loi rythmique et une orthographe plus proche de la langue actuelle (g, j et v représentent les mêmes sons qu’aujourd’hui et les noms communs ne prennent pas de majuscule).
Tout comme la bernolákovčina, la štúrovčina n’est pas à l’abri des polémiques. Michal Miloslav Hodža reproche par exemple à l’orthographe de Štúr d’être trop isolée des autres langues slaves. Les critiques de Ján Kollár sont plus acerbes : celui-ci est contre l’introduction d’un slovaque littéraire, préférant une version slovaquisée du tchèque. Convaincu de la nécessité de l’unité de tous les Slaves, il considère la langue de Štúr dommageable à cette union et s’exprime contre elle avec d’autres auteurs tchèques et slovaques dans Hlasowé o potřebě jednoty spisowného jazyka pro Čechy, Morawany a Slowáky (« Voix sur la nécessité de l’unité d’une langue littéraire pour les Tchèques, Moraves et Slovaques », 1846).

#### Période de la réforme (1852 à 1863)
Une réforme de la langue de Štúr est décidée à l’initiative de Martin Hattala au cours d’une rencontre à Bratislava en octobre 1851, à laquelle sont présents, entre autres, Štúr et ses adeptes Hodža et Hurban. La nouvelle orthographe est décrite par Hattala dans Krátka mluvnica slovenská l’année suivante.
La réforme porte principalement sur l’orthographe et la morphologie, notamment :
- l’introduction de y et ý selon des critères étymologiques ;
- les diphtongues ja, je et uo sont écrites respectivement ia, ie et ô ;
- les sons ä et ľ sont introduits ;
- ď, ť, ň, ľ s’écrivent d, t, n, l devant e, i et í ;
- le passé des verbes est en -l au lieu de -u ou -v ;
- la désinence du nominatif singulier neutre des adjectifs est -é au lieu de -uo ;
- les noms neutres en -ja prennent -ie à la place.

Le principal but de la réforme est de rapprocher l’orthographe et certaines formes des autres langues slaves, notamment du tchèque. Cette version du slovaque littéraire est, à peu de chose près, celle encore utilisée de nos jours,.

#### Période de Matica slovenská (1863 à 1875)

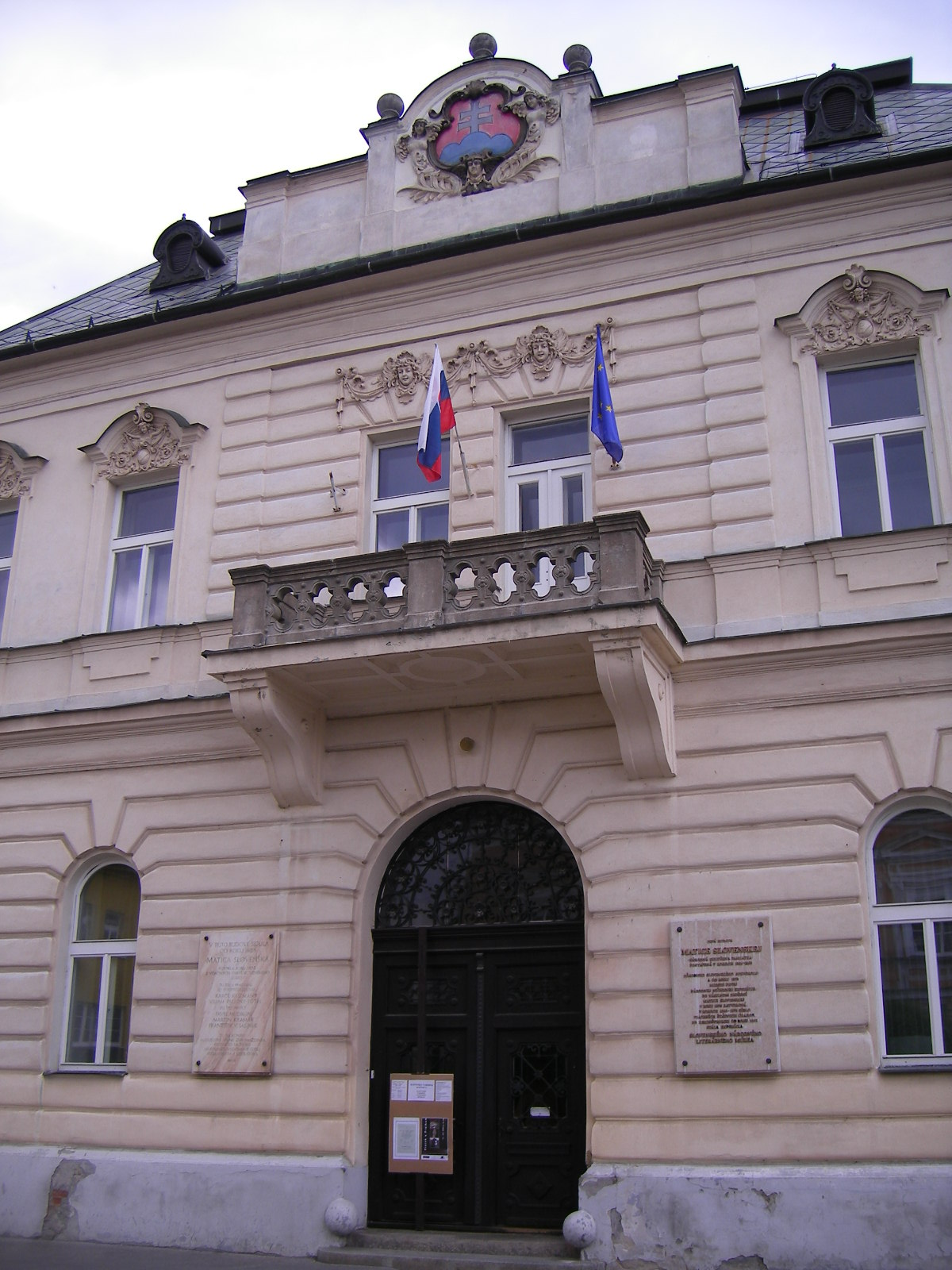
Le premier siège de Matica slovenská à Martin

Cette période assez courte est délimitée par la fondation de Matica slovenská en 1873, jusqu’à sa fermeture en 1875 imposée par les autorités hongroises. Matica slovenská (« fondation slovaque ») est une institution scientifique et culturelle dont le siège est à Martin. Celle-ci comporte une section linguistique dirigée par Hattala, dont le but est de faire évoluer la norme littéraire de la langue slovaque. Plusieurs corrections sont apportées à cette époque. Certaines formes sont remplacées par des formes plus modernes : ruce et noze, les datifs et locatifs de « main » et « pied », sont ainsi remplacés par les formes plus régulières ruke et nohe. Hattala publie en 1864 Mluvnica jazyka slovenského (« Grammaire de la langue slovaque ») afin de diffuser la norme littéraire, et le prêtre Jozef Karol Viktorin publie la même année Grammatik der slowakischen Sprache, adressé au public étranger.

#### Période de Martin (1875 à 1918)
Après la disparition de la première Matica slovenská, la ville de Turčiansky Svätý Martin (aujourd’hui simplement Martin) devient le centre de nombreuses institutions et sociétés dont le but est le perfectionnement du slovaque littéraire. Plusieurs journaux en slovaque y sont publiés : Orol, Národní hlásnik, Živena, etc. La langue continue à se perfectionner et l’« usage de Martin » (martinský úzus) devient caractéristique de cette période. Il s’agit d’une forme de slovaque littéraire influencée par le langage des habitants de Martin et des environs, avec cependant des hésitations concernant notamment l’usage de ä, ľ et la loi rythmique.
Le linguiste Samuel Czambel publie en 1902 Rukoväť spisovnej reči slovenskej (« Manuel de la langue slovaque littéraire ») afin de stabiliser la langue littéraire. Il précise les règles là où l’usage de Martin hésitait (par exemple, ä ne peut être utilisé qu’après une consonne labiale) et supprime quelques archaïsmes codifiés par Hattala. Quelques corrections sont apportées à la norme de Czambel, notamment par Jozef Škultéty, qui rédige les deuxième et troisième éditions de Rukoväť spisovnej reči slovenskej en 1915 et 1919.
À cette époque, les Slovaques vivent dans le Royaume de Hongrie, dirigé par la noblesse hongroise qui s’efforce d’assimiler les non-Hongrois. Cela n’empêche pourtant pas la langue et la culture slovaque de se développer. Des écrivains tels que Svetozár Hurban-Vajanský et Pavol Országh Hviezdoslav participent au développement de la langue à la fin du XIXe siècle et au début du XXe siècle.

#### Entre-deux-guerres (1919 à 1940)

Carte linguistique de la Tchécoslovaquie en 1930.

La Première République tchécoslovaque est proclamée en 1918. Les Slovaques sont autonomes pour la première fois depuis un millénaire, mais la constitution de 1920 stipule que la langue officielle est la « langue tchécoslovaque », dont le tchèque et le slovaque ne seraient que des variantes. Le slovaque, qui était déjà employé depuis longtemps par exemple dans la littérature, devient utilisé dans des écoles de toutes sortes, la science et l’administration. Les contacts directs s’intensifient avec le tchèque, qui a alors une forte influence sur le slovaque. Dans les textes slovaques (surtout administratifs) des années 1920, on trouve de nombreux mots et tournures influencés par le tchèque, les utilisateurs du slovaque littéraire n’étant pas toujours conscients des différences entre le tchèque et le slovaque.
La première radio slovaque commence à émettre en 1926, renforçant la forme orale de la langue et donnant plus de stabilité à sa prononciation. En 1931, Matica slovenská publie Pravidlá slovenského pravopisu (« Règles de l’orthographe slovaque ») qui, malgré son titre, ne concerne pas uniquement l’orthographe et aide à stabiliser certains aspects de la phonologie (tels que la longueur des voyelles) et de l’orthographe (comme l’écriture des préfixes s-, z-, vz-). Cet ouvrage sert aussi de base pour l’élaboration de manuels de slovaque pendant une décennie. Cependant, il s’inscrit dans la théorie de l’existence d’une « langue tchécoslovaque » et inclut dans le vocabulaire slovaque des mots tchèques tels que mluviť (« parler »), rejette des mots slovaques pourtant utilisés (par exemple kefa, « brosse »), au motif que ce sont des germanismes ou des magyarismes, admet deux variantes pour certains mots alors que l’une d’elles est tchèque (svoboda, forme tchèque, aux côtés du slovaque sloboda, « liberté »), etc. La publication de Pravidlá slovenského pravopisu provoque l’indignation du public slovaque. L’une des réactions à cet ouvrage est la publication à partir de 1932 à Košice de Slovenská reč (« Langue slovaque »), un « mensuel pour les intérêts de la langue littéraire », dont Matica slovenská reprend l’édition l’année suivante à Martin. Le but de ce journal est de différencier le slovaque du tchèque et de s’opposer à l’idée du tchèque comme la langue nationale de la Tchécoslovaquie.
Les années 1930 sont pour le slovaque une période décisive au cours de laquelle sa stabilité et sa viabilité sont confirmées et son vocabulaire se développe pour lui permettre d’être utilisé dans la science et d’autres disciplines.

#### Période moderne (depuis 1940)
En 1939, quelques mois après les accords de Munich, la Tchécoslovaquie est démembrée et la République slovaque est formée. Celle-ci durera jusqu’en 1945. Malgré les difficultés dues à la guerre, l’éducation et la culture continuent à se développer et le vocabulaire propre à certains domaines s’accroît. Pour la première fois de son histoire, le slovaque ne subit pas la pression d’une autre langue. À partir de 1943, l’étude linguistique du slovaque est entreprise dans le nouvel institut de linguistique de l’Académie slovaque des sciences et des arts. De nouvelles éditions de Pravidlá slovenského pravopisu sont publiées en 1940 puis en 1953. La suppression de quelques irrégularités en 1968 constitue la dernière réforme de l’orthographe slovaque.
La question de l’égalité de traitement entre les nations tchèque et slovaque, illustrée par la « guerre du trait d’union », contribue à la dissolution de la République fédérale tchèque et slovaque et à la création de la République slovaque en 1993. L’influence du tchèque diminue. Avec la chute du communisme, le russe est délaissé ; de nombreux Slovaques se tournent alors vers l’anglais et les emprunts à cette langue se multiplient. Enfin, en 2004, la Slovaquie adhère à l’Union européenne et le slovaque devient l’une de ses langues officielles.

### Évolution phonétique
Le slovaque, comme les autres langues slaves, descend du proto-slave, langue hypothétique parlée entre VIe et le IXe siècle. De nombreuses évolutions ont eu lieu depuis, certaines partagées par toutes les langues slaves, d’autres propres à un petit groupe de langues ou uniquement au slovaque.
En proto-slave, les syllabes ne pouvaient pas se terminer par une consonne et les groupes de consonnes en début de syllabe étaient rare. Il existait deux voyelles appelées yers, habituellement écrites ь et ъ (parfois transcrites ĭ et ŭ), qui pouvaient être « fortes » ou « faibles » (loi de Havlík) : les yers étaient forts avant un yer faible, faibles en fin de mot ou avant un yer fort ou une autre voyelle. Dans toutes les langues slaves, la plupart des yers faibles ont disparu (ь laissant parfois une trace sous la forme de palatalisation de la consonne précédente), ce qui a conduit à l’apparition de nombreux groupes de consonnes, caractéristiques des langues slaves modernes. Les yers forts, quant à eux, se sont transformés en diverses voyelles, en fonction des langues ; en slovaque, ъ a donné o (parfois e, a ou á), ь a donné e (parfois o, a ou á) :
- *sъnъ → sen (« rêve », à l’origine « sommeil ») ;
- *dьnь → deň (« jour ») ;
- *dъždь → dážď (« pluie »).

Cette évolution explique le phénomène des voyelles mobiles, c’est-à-dire les voyelles qui disparaissent lorsque certains mots sont déclinés : *pьsъ (« chien ») a évolué en pes, mais son génitif *pьsa a donné psa. Le slovaque a cependant régularisé certains mots : le génitif de domček (← *domъčьkъ, « petite maison ») devrait être *domečka (← *domъčьka), mais est en fait domčeka, formé de manière régulière à partir du nominatif,,.
Le proto-slave avait également deux voyelles nasales, ę et ǫ, aujourd’hui perdues dans toutes les langues slaves à l'exception du polonais et du cachoube. En slovaque, ę a donné a (ä après une consonne labiale) et ia quand il était long ; ǫ a donné u ou ú selon sa longueur, :
- *rǫka → ruka (« main », comparer avec le polonais ręka) ;
- *męso → mäso (« viande », comparer avec le polonais mięso).

Le jat’, voyelle habituellement transcrite ě, a donné ie en slovaque et s’est parfois raccourci en e :
- *světъ → svet (« monde ») ;
- *rěka → rieka (« rivière »).

Les sons i et y se sont confondus en slovaque (même si un ancien i palatalise souvent la consonne précédente). L’orthographe conserve cette distinction, mais i et y se prononcent de manière identique en slovaque moderne.
Les groupes de type CorC, ColC, CerC et CelC (où C représente n’importe quelle consonne) ont subi diverses modifications dans toutes les langues slaves. En slovaque, ils ont subi une métathèse pour devenir aujourd’hui respectivement CraC, ClaC, CreC et CleC, :
- *golva → hlava (« tête », en polonais głowa, en russe golová),
- *dorgъ(jь) → drahý (« cher », en polonais drogi, en russe dorogój),
- *berza → breza (« bouleau », en polonais brzoza, en russe berëza).

Les groupes de type CRьC et CRъC (où R représente r ou l) sont, quant à eux, à l’origine des consonnes syllabiques en slovaque, :
- *slьza → slza (« larme ») ;
- *krъvь → krv (« sang »).

Un j entre deux voyelles a généralement disparu pour donner une voyelle longue : stáť (« être debout »), dobrá (« bonne ») et poznáš (« tu connais ») ont par exemple pour équivalents russes stojátʹ, dóbraja et znáješ. Le j s’est cependant maintenu dans des mots tels que les pronoms possessifs (moja, moje) ; le tchèque est allé plus loin en autorisant má et mé,.
Les consonnes, quant à elles, ont subi dans les langues slaves deux palatalisations :
- La première palatalisation a transformé k, g et ch en č, ž et š devant e, i, ь et j, ce qui explique certaines alternances dans la conjugaison et la dérivation : sluha (« serviteur », le h provient d’un g) / slúžiť (« servir »), plakať (« pleurer ») / plače (« il pleure »).
- La deuxième palatalisation a transformé les mêmes consonnes devant ě et certains i en ć, ź et ś (fricatives palatales), qui sont devenues plus tard c, z et s : vojak (« soldat ») / vojaci (« soldats »). Le slovaque a cependant régularisé les effets de cette palatalisation dans la déclinaison : na ruce (« dans la main », encore correct en tchèque) est devenu na ruke, plus proche du nominatif ruka.

Parmi les évolutions qu’ont subi les consonnes, un trait caractéristique du slovaque (partagé avec le tchèque, le haut-sorabe et l’ukrainien) est la transformation systématique de g en h (noha « pied » donne par exemple noga en polonais, russe ou slovène). Il n’a survécu que dans le groupe zg, dans de rares mots tels que miazga (« lymphe »). De nos jours, g se rencontre presque uniquement dans les mots d’origine étrangère.

### Évolution de la grammaire
Même si de nombreux traits de la grammaire du proto-slave ont été conservés en slovaque moderne, certaines évolutions ont eu lieu :
- Le duel a entièrement disparu. Il n’en reste quelques traces telles que les pluriels irréguliers de oko (« œil ») et ucho (« oreille »), respectivement oči et uši.
- Le vocatif a disparu (il ne subsiste plus que dans des expressions figées).
- En proto-slave, la terminaison des noms décidait de l’appartenance de ces mots à un modèle de déclinaison. Aujourd’hui, le genre du mot est devenu un facteur plus important. Certains modèles de déclinaison ont disparu ou ne subsistent plus que dans quelques mots irréguliers.
- Les adjectifs avaient une forme longue et une forme courte utilisée en tant qu’attribut. La forme courte a disparu, sauf dans quelques rares mots tels que rád (« content ») et une partie des formes de jeden (« un »), sám (« seul ») et des adjectifs possessifs.
- L’aoriste et l’imparfait ont disparu, il ne reste qu’un seul passé. La particule by du conditionnel est un vestige de l’aoriste.
- Le gérondif passé a disparu et le participe passé actif, qui existe encore dans la langue littéraire, n’est plus d’usage dans le langage courant.

## Dialectes

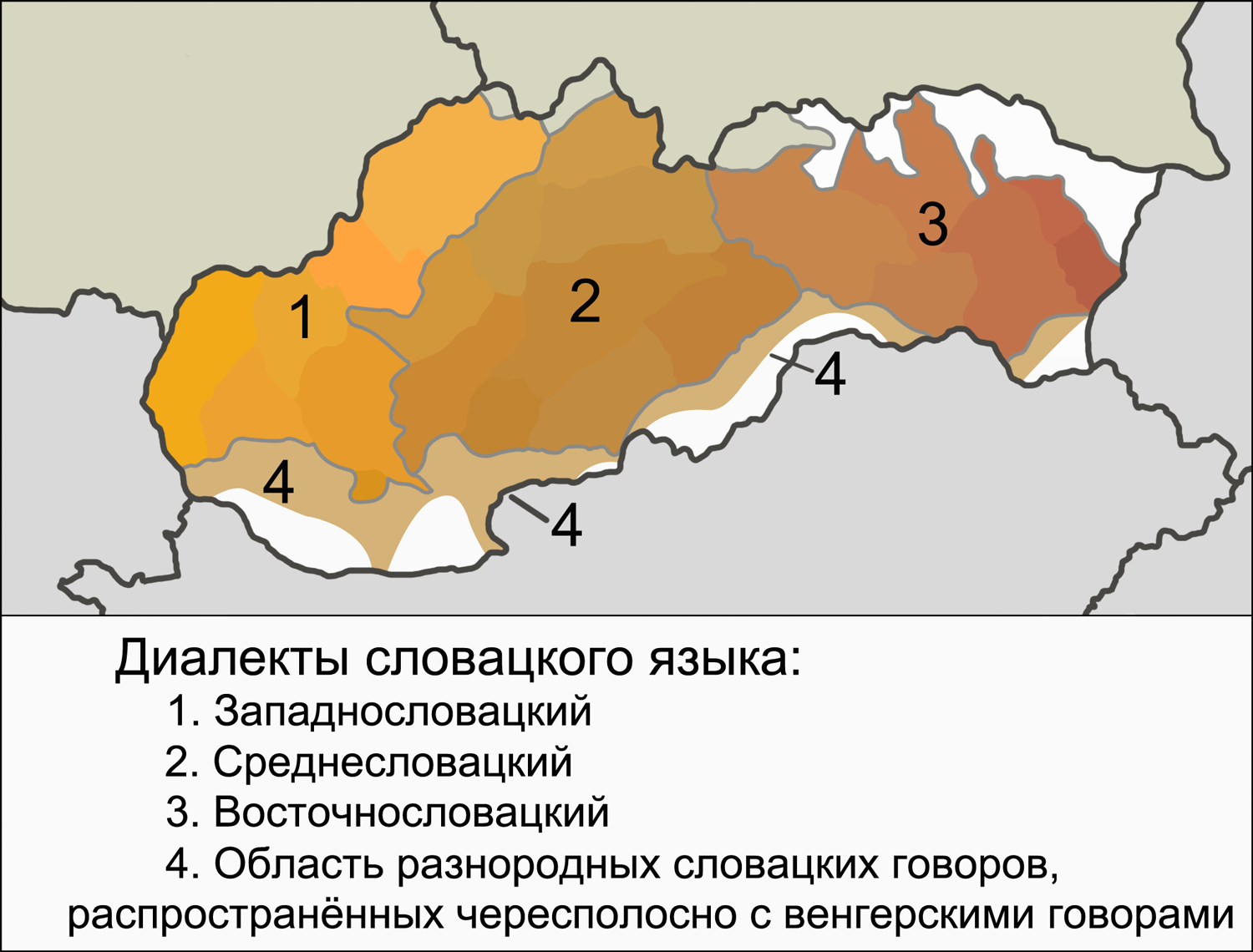
Les dialectes du slovaque :
1. Slovaque occidental
2. Slovaque central
3. Slovaque oriental
4. Hongrois et divers dialectes slovaques

Il existe en Slovaquie de nombreux dialectes classés en trois grands groupes : slovaque occidental (plus proche du tchèque), slovaque central (sur lequel est basée la langue littéraire) et slovaque oriental,,,. Les trois dialectes forment un continuum linguistique ininterrompu. Leur usage tend cependant à diminuer ; le slovaque standard, ou littéraire, est le seul utilisé dans l’éducation et les médias.
Les dialectes du slovaque sont eux-mêmes divisés en plusieurs idiomes ou sous-dialectes,.

### Slovaque occidental
Le slovaque occidental partage des caractéristiques avec le tchèque, en particulier les dialectes moraves.
- La loi rythmique n’existe pas dans ces dialectes.
- Les yers ont presque tous donné e : rež (« seigle », standard : raž).
- La voyelle nasale *ę a évolué en a ou á (ä n’existe pas) : maso (« viande », standard : mäso).
- Ľ n’existe pas et est systématiquement remplacé par l.
- Il n’y a pas de diphtongues : ô devient ó ou ú, ie devient é ou í.
- V en fin de mot se prononce f.
- Les noms neutres en -e ont -o à la place : vajco (« œuf », standard : vajce).
- La terminaison de l’instrumental féminin est -u ou -ú au lieu de -ou.
- La terminaison de l’infinitif est -t au lieu de -ť.
- La négation de byť au présent se forme avec neni au lieu de nie.
- La terminaison -ia des noms masculins animés au pluriel devient -é ou -ié.

### Slovaque central
Étant donné que le slovaque standard a été élaboré sur la base du slovaque central (en particulier le dialecte parlé à Martin), c’est ce groupe de dialectes qui est le plus proche de la langue littéraire. On trouve cependant des différences :
- Le -l des verbes au passé devient -u : dau (« il a donné », standard : dal).
- Ä peut se trouver après d’autres consonnes que les labiales : kämeň (« pierre », standard : kameň).
- Les groupes de consonnes tl et dl se simplifient en l.
- La terminaison neutre des adjectifs est -uo au lieu de -é.
- La troisième personne du pluriel de byť est sa au lieu de sú.

### Slovaque oriental
Les idiomes du dialecte oriental sont les plus éloignés de la langue littéraire. Certains traits les rapprochent du polonais.
- Il n’y a pas de voyelles longues. Les diphtongues sont simplifiées dans la plupart des régions.
- Les yers ont presque tous donné e : oves (« avoine », standard : ovos).
- La voyelle nasale *ę a évolué en e ou ia : meso (« viande », standard : mäso).
- V en fin de mot se prononce f.
- Les consonnes syllabiques n’existent pas et une voyelle est insérée : verch (« sommet », standard : vrch).
- Ť et ď sont prononcés c et dz : dzeci (« enfants », standard : deti).
- Les noms neutres en -e ont -o à la place : vajco (« œuf », standard : vajce).
- Les pronoms possessifs au nominatif pluriel se terminent par -o : mojo dzeci (« mes enfants », standard : moje deti).
- Le génitif et le locatif pluriels des noms se terminent par -och à tous les genres. Le datif pluriel est -om pour tous les genres, alors que cette terminaison est réservée aux noms masculins en slovaque standard.
- Le passé de byť est bul au lieu de bol.
- « Quoi » se dit co au lieu de čo.

#### Apprentissage et guides de conversation
- (en) James Naughton, Colloquial Slovak : The Complete Course for Beginners, Routledge, 1997, 288 p. (ISBN 978-0-415-11540-7, présentation en ligne)
- (en) Ada Bohmerová, Slovak for You : Slovenčina pre vás, Perfekt, 1996, 141 p. (ISBN 978-0-86516-331-7)
- John Nolan (trad. Diana Lemay, ill. Jean-Louis Goussé), Le Slovaque de poche [« Slowakisch Wort für Wort »], Assimil, coll. « Langues de poche », 2006, 181 p. (ISBN 978-2-7005-0380-7)

#### Grammaire
- Étienne Boisserie, Diana Jamborová et Vlasta Křecková, Parlons slovaque : Une langue slave, Paris, L’Harmattan, 2009, 366 p. (ISBN 978-2-296-10619-2, présentation en ligne).
- (en) Jozef Mistrík, A Grammar of Contemporary Slovak, Bratislava, Slovenské pedagogické nakladateľstvo, 1988, 2e éd., 158 p.
- (sk) Ladislav Dvonč, Gejza Horák, František Miko, Jozef Mistrík, Ján Oravec, Jozef Ružička et Milan Urbančok, Morfológia slovenského jazyka, Bratislava, Slovenská akadémia vied, 1966, 895 p. (lire en ligne).
- (sk) Eugen Pauliny, Jozef Ružička et Jozef Štolc, Slovenská gramatika, Bratislava, Slovenské pedagogické nakladateľstvo, 1968, 5e éd., 596 p.
- (en) Roland Sussex et Paul Cubberley, The Slavic Languages, Cambridge, Cambridge University Press, 2006, 660 p. (ISBN 978-0-521-22315-7)
- (en) David Short, « Slovak », dans Bernard Comrie, Greville G. Corbett, The Slavonic Languages, Routledge, 1993 (ISBN 0-415-04755-2), p. 533–592.
- (en) Adriana Hanulíková et Silke Hamann, « Slovak », Journal of the International Phonetic Association, vol. 40, no 3,‎ 2010, p. 373–378 (lire en ligne, consulté le 3 juin 2015).
- (sk) Gramatika súčasnej slovenčiny, Lingea, 2014, 239 p. (ISBN 978-80-8145-017-4).

#### Histoire
- (sk) Ján Kačala et Rudolf Krajčovič, Prehľad dejín spisovnej slovenčiny, Martin, Matica slovenská, 2006, 220 p. (ISBN 80-7090-813-0).
- (sk) Ľubor Králik, Stručný etymologický slovník slovenčiny, Bratislava, Veda, 2015, 704 p. (ISBN 978-80-224-1493-7).

 : document utilisé comme source pour la rédaction de cet article.